# ژان آرپ

اثری از ژان آرپ، تجدید چاپ در مجله ۳۹۱، شمارهٔ ۸، زوریخ، فوریه ۱۹۱۹

ژان (هانس) آرپ (به فرانسوی: Jean Arp) (زاده ۱۶ سپتامبر ۱۸۸۶ - درگذشت ۷ ژوئن ۱۹۶۶) مجسمه‌ساز، نقاش و شاعر آلمانی-فرانسوی بود.

## زندگی
وی متولد استراسبورگ بود. پسر مادری فرانسوی و پدری آلمانی. در سال ۱۹۰۴ به پاریس رفت؛ جایی که برای اولین بار شعرهایش را به چاپ رساند. از ۱۹۰۷ تا ۱۹۰۵ در ویمر آلمان تحصیل کرد و در سال ۱۹۰۸ به پاریس بازگشت. وی در سال ۱۹۱۵ در دوران جنگ جهانی اول به سوئیس نقل مکان کرد.
آرپ در سال ۱۹۱۶ یک عضو شناخته شده از جریان دادای زوریخ بود. در سال ۱۹۲۰ با نام هانس آرپ به همراه ماکس ارنست و آلفرد گرونوالد کلنی دادا را راه اندازی کردند. در سال ۱۹۲۵ کارهایش را در اولین نمایشگاه سورئالیست در گالری پیر در پاریس به نمایش گذاشت.
در طول سال ۱۹۲۶ وی دست به تولید مجسمههایی انتزاعی از چوب زد، اما بعد از ۱۹۲۸ به‌طور فزاینده‌ای به ساخت مجسمه در سه بعد پرداخت. این مجسمه‌ها ساده و به شکل انتزاعی معرف اشکال آلی موجود در طبیعت هستند.
در سال ۱۹۲۶ وقتی نازیها پاریس را تقسیم کردند، به جنوب پاریس یعنی مدن نقل مکان کرد.
در سال ۱۹۳۱ او از جریان سورئالیسم جدا شده و به دنبال خلق آثار انتزاعی پرداخت. وی از حدود ۱۹۳۰ تا زمان مرگش مشغول به نوشتن و چاپ مقاله و اشعارش بود.
همسر اول آرپ سوفی تویبر بود. آرپ در سال ۱۹۴۹ به نیویورک رفته و نمایشگاهی انفرادی در گالری بوکهولز اجرا کرد. وی در سال ۱۹۵۴ جایزهٔ اول بی‌ینال ونیز را برای مجسمه دریافت کرد.

## نگارخانه

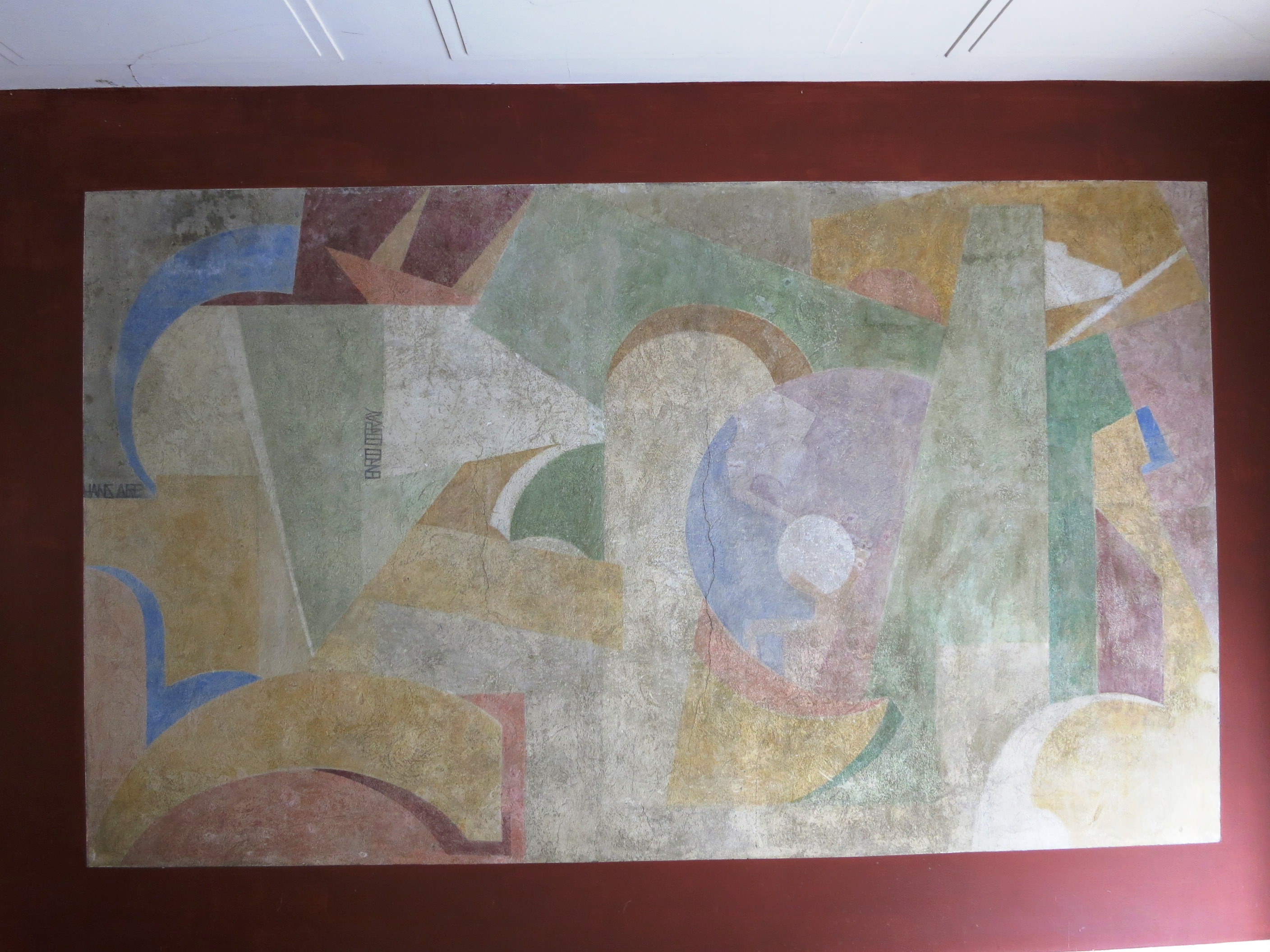
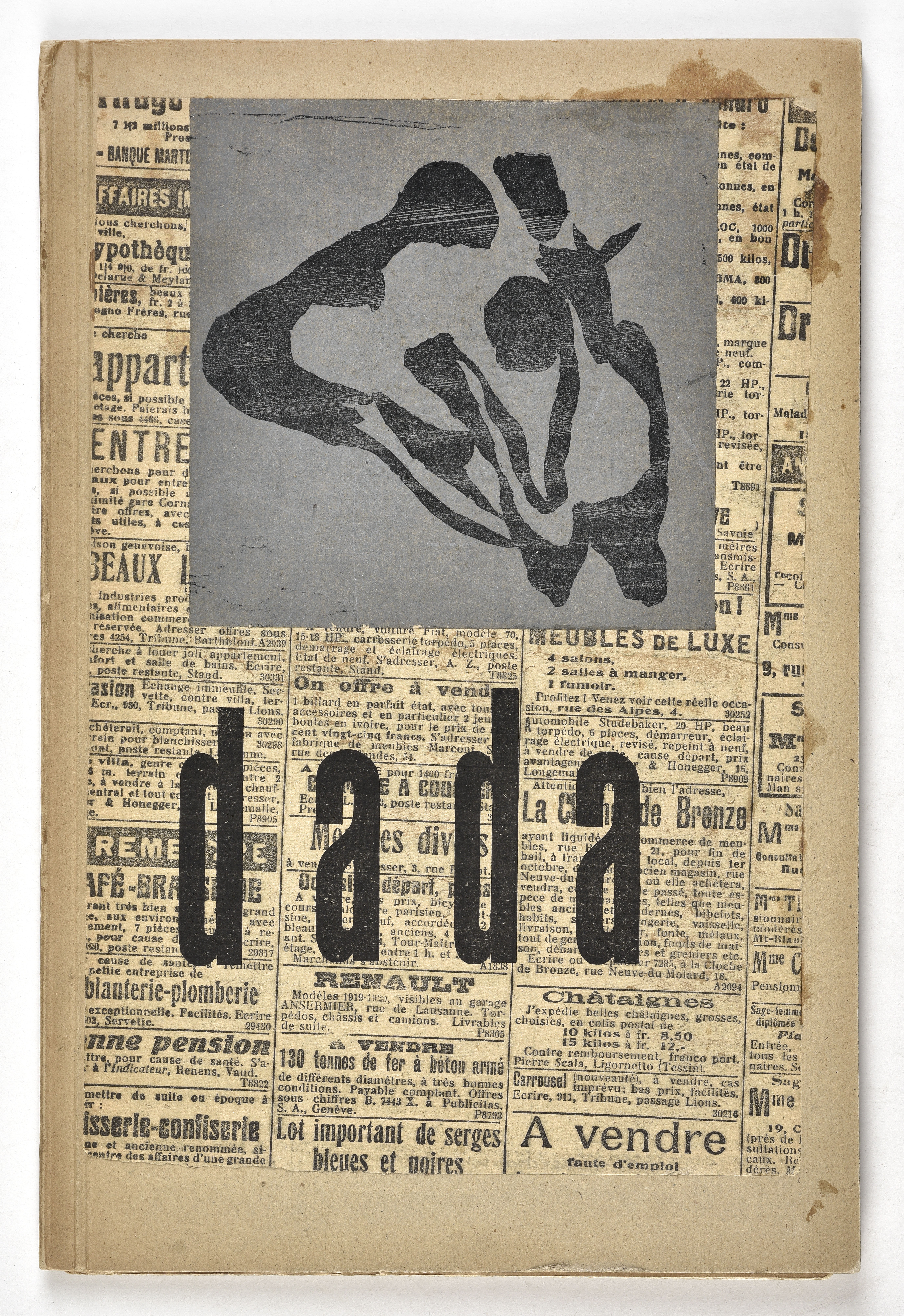
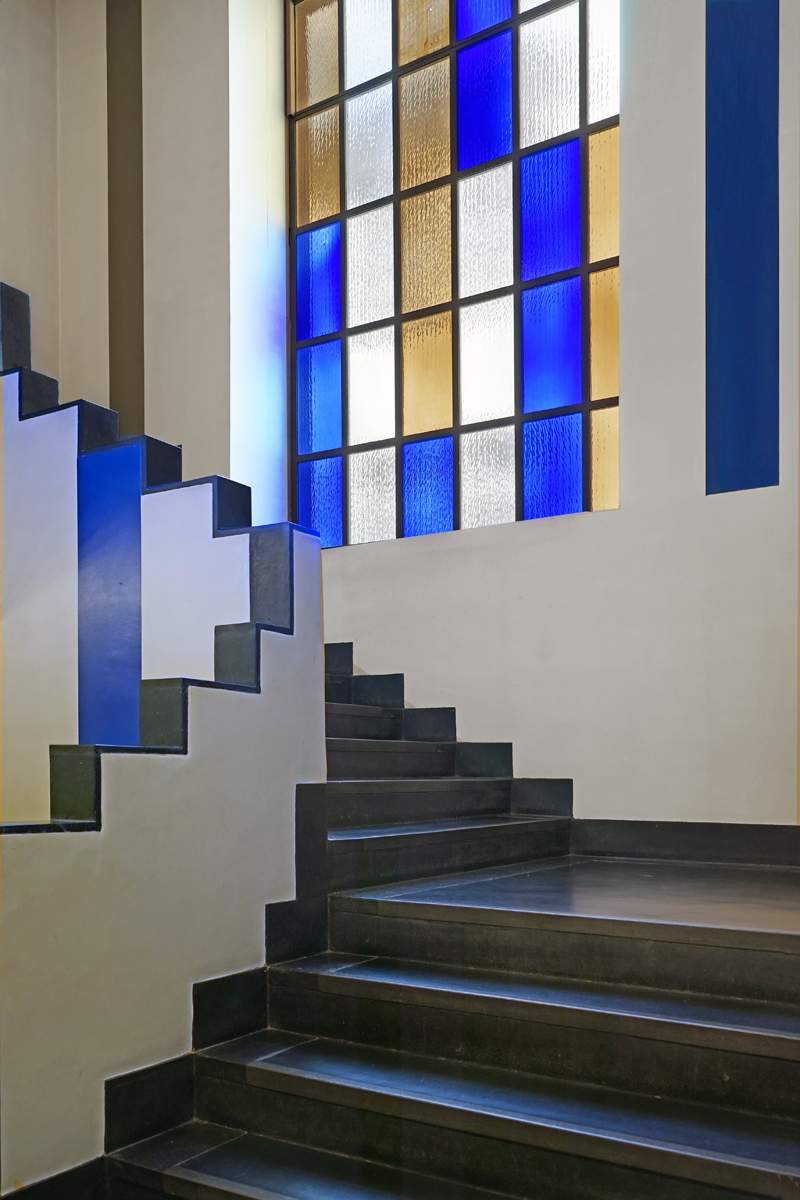
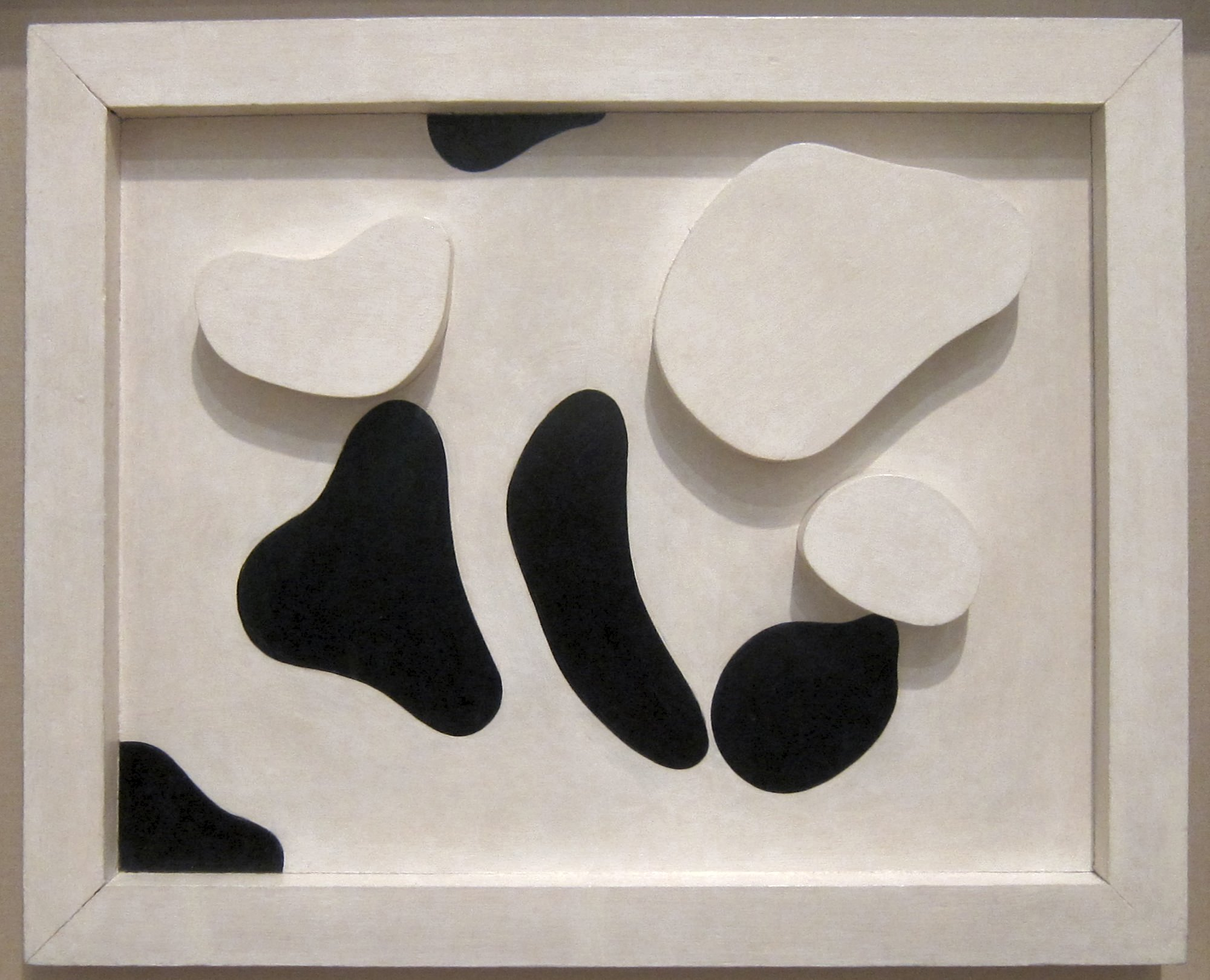
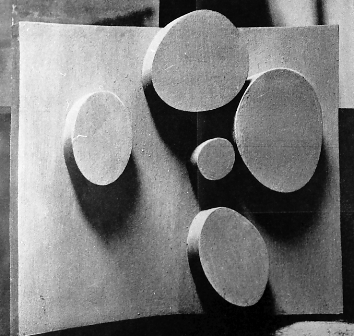
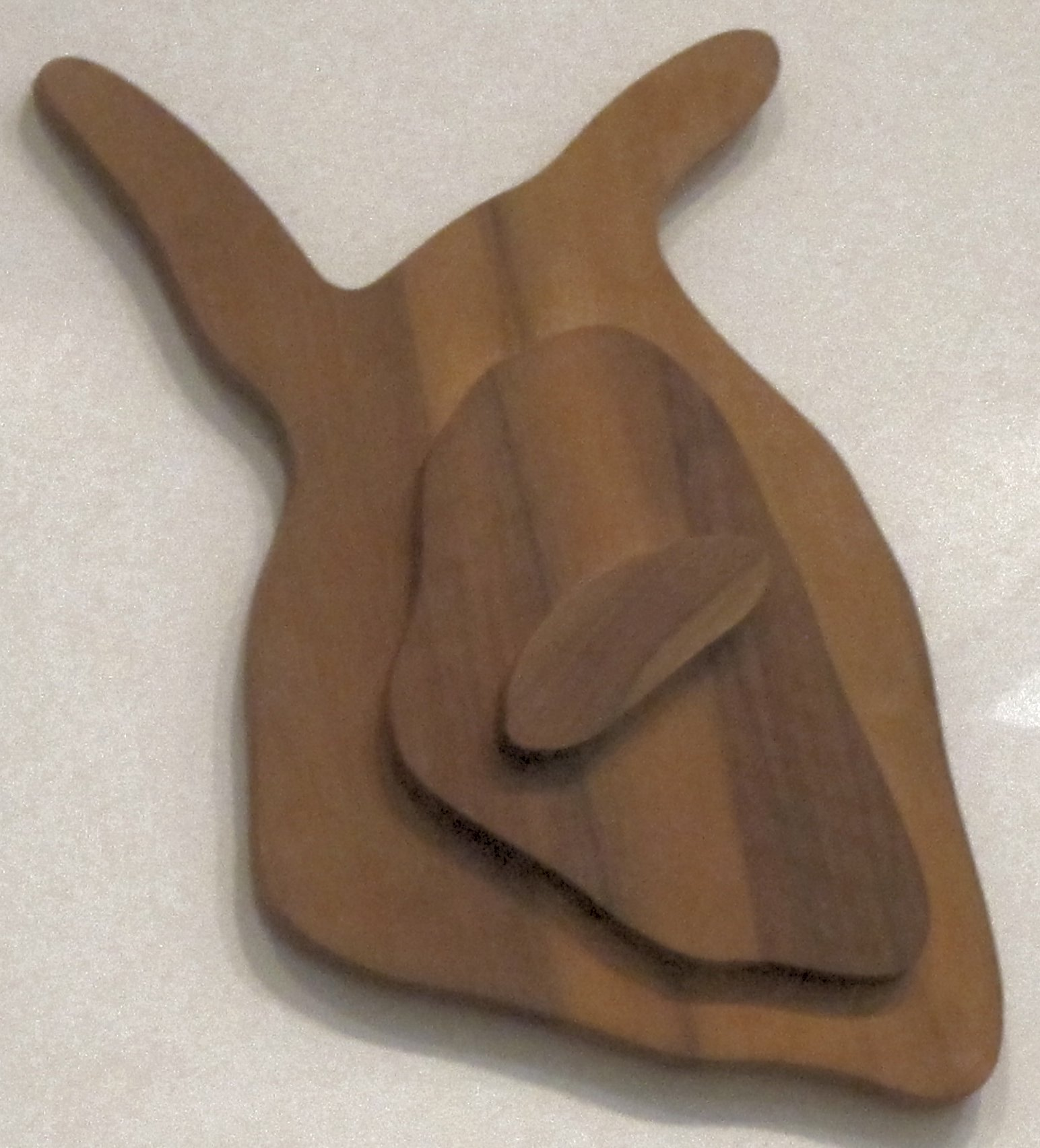
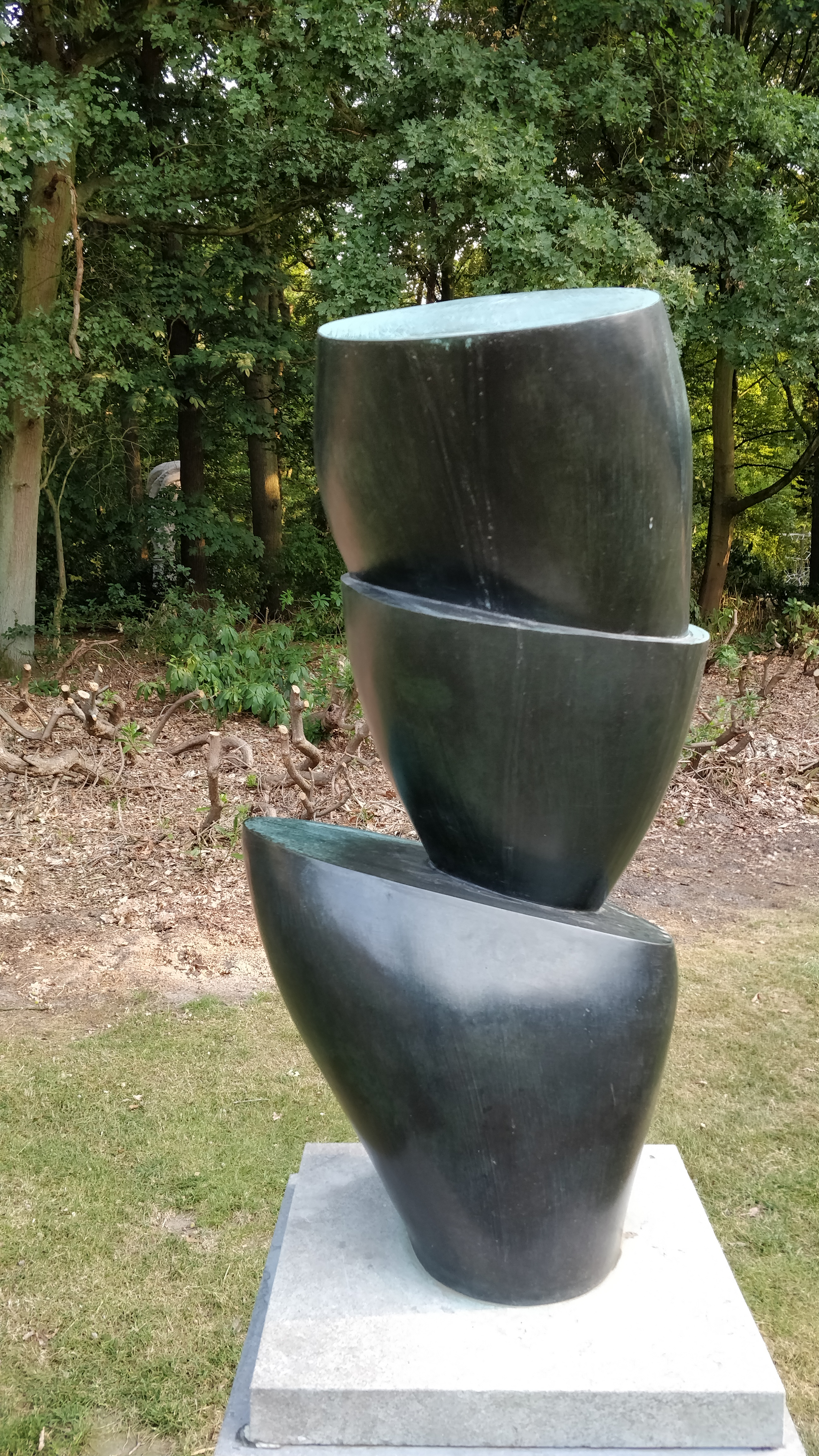
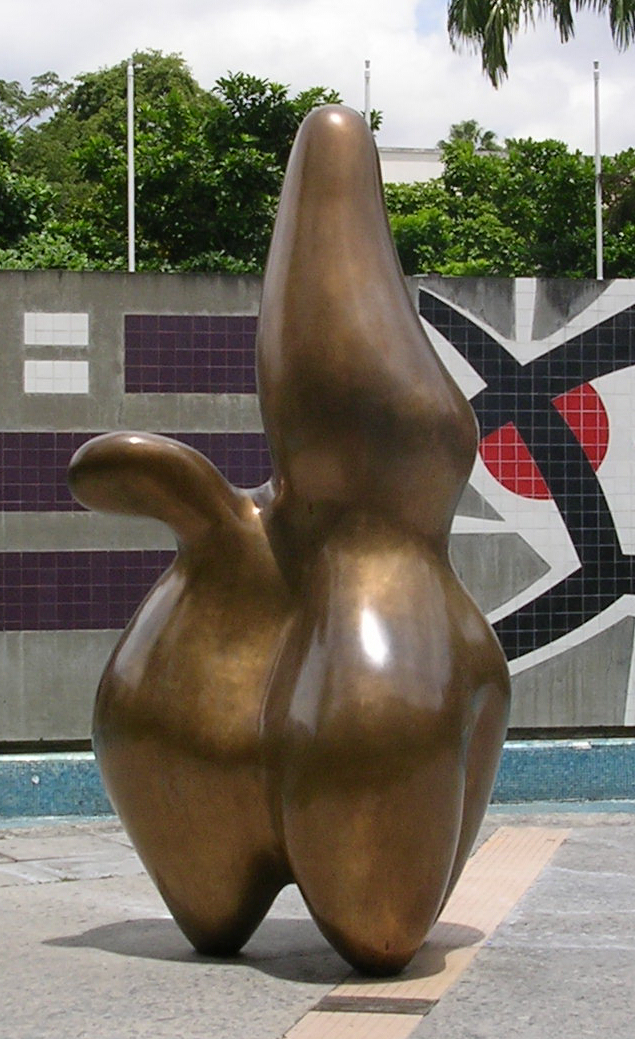
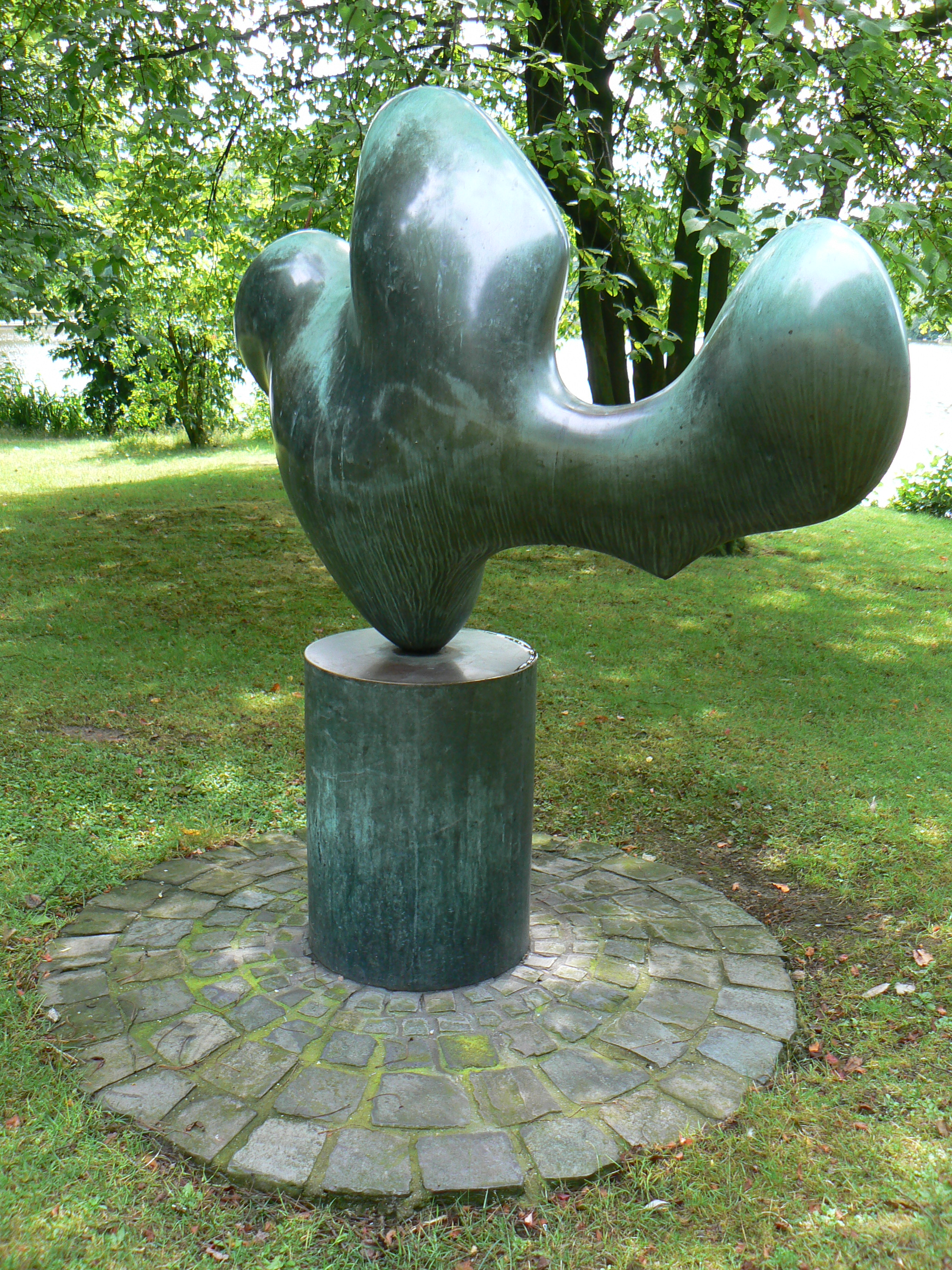
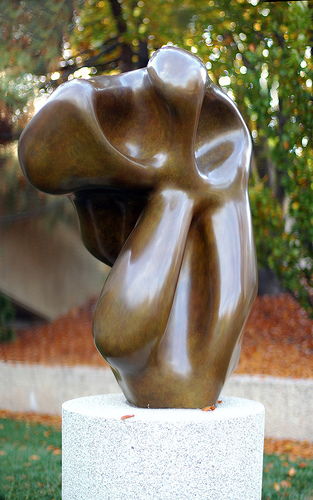
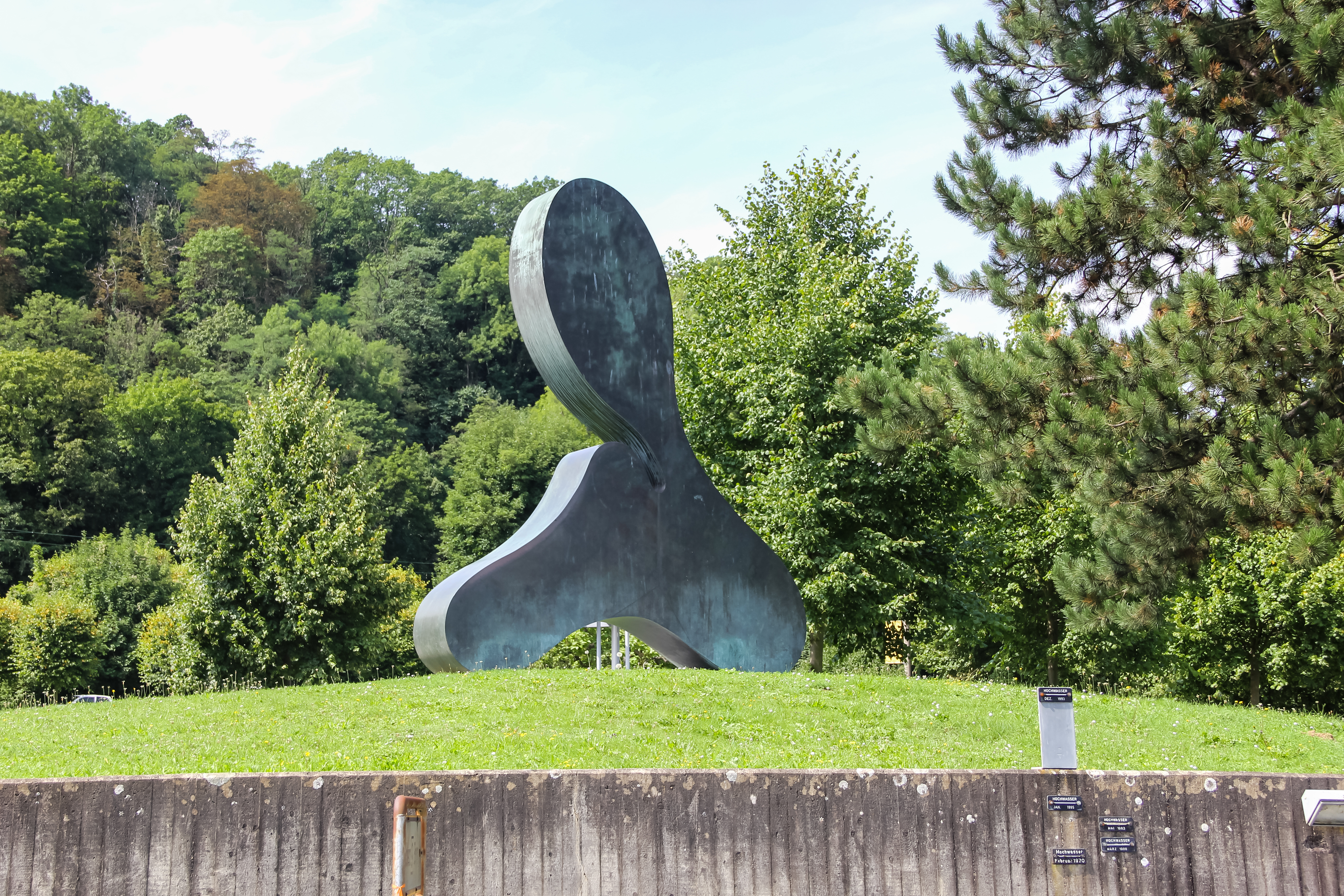
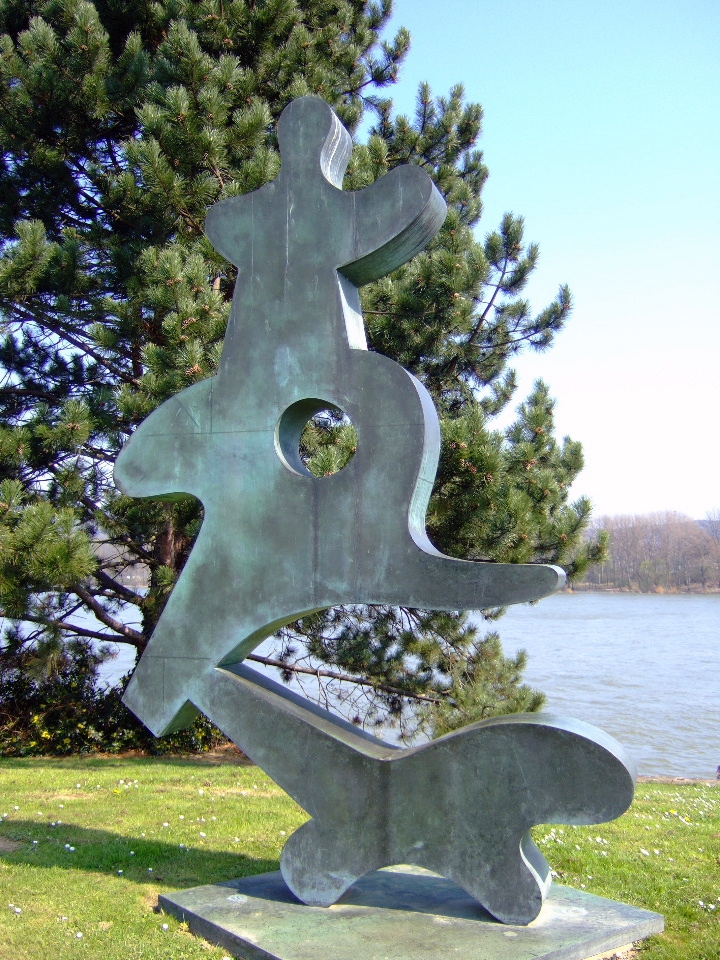